# Euptilon ornatum
Euptilon ornatum là một loài côn trùng trong họ Myrmeleontidae thuộc bộ Neuroptera. Loài này được Drury miêu tả năm 1773.